# George Power Morrison
George Power Morrison, kanadski general, * 1895, † 1995.